# Дуб Ігнатія Крашевського
Дуб Ігнатія Крашевського росте у м. Житомир по вул. Любарській біля меморіального будинку відомого польського письменника Ігнатія Крашевського. Названо на честь письменника. Висота дерева 20 м, обхват 4,5 м, вік понад 250 років.